# 張鑒康
張鑒康，中国陝西省西安市著名維權律师，曾辦理法輪功、西藏人、訪民冤案等案件，2005年公開聲援高智晟律師發起的「絕食維權」活動。張自1993年執業，長期參與維權及民主活動，屢遭當局打壓。

## 生平
毕业于兰州大学历史系。1983年至1987年，在解放军西安政治学院执教。1988年转业从事律师工作。
1998年底，爲營救被抓捕的異見人士和民主黨人，張律師被勒令停止辦案兩年。
2005年10月在西安會晤北京高智晟律師，高律師正爲法輪功向當局公開上書。同年被陝西司法當局以高壓手段踢出事務所合夥人，自此此後，張一直未能通過當局的律師年檢。
張在2008年3月14日拉薩事件後，義務提供西藏人法律援助。張等人聯合發表聲明，譴責民政部禁止中國家庭教會活動。5月，當局威脅張吊銷律師執照。